# Gostaresh Foulad FC
Gostaresh Foolad ist ein iranischer Fußballverein aus Täbris, Ost-Aserbaidschan.

## Geschichte
Der Verein wurde am 1. März 2008 gegründet. Das Team spielte in der ersten Saison in der dritten iranischen Liga, konnte aber sofort den Aufstieg in die Azadegan League feiern. In der Saison 2012/2013 stieg man in die Iranian Pro League auf.
Die Mannschaft spielte bisher drei Mal im nationalen Hazfi Cup (2009/2010, 2010/2011, 2011/2012). Der größte Erfolg war hier die Finalteilnahme in der Saison 2009/2010. Man unterlag im Endspiel Persepolis Teheran mit 4:1.

## Trainer
- Hossein Khatibi (2009–2010)
- Farhad Kazemi (2010)
- Luka Bonačić (2010–2011)
- Engin Fırat (2011)
- Mohammad Hossein Ziaei (2011–2012)
- Hadi Bargizar (2012)
- Rasoul Khatibi (2012–2013)
- Faraz Kamalwand (seit 2013)

## Stadion
2013 baute Gostaresh Foolad eines der modernsten Stadien Irans mit 12.000 Plätzen.